# Едгар (Монтана)
Едгар (англ. Edgar) — переписна місцевість (CDP) в США, в окрузі Карбон штату Монтана. Населення — 110 осіб (2020).

## Географія
Едгар розташований за координатами 45°27′49″ пн. ш. 108°51′19″ зх. д. / 45.46361° пн. ш. 108.85528° зх. д. (45.463703, -108.855298).  За даними Бюро перепису населення США в 2010 році переписна місцевість мала площу 1,77 км², уся площа — суходіл.

## Демографія
Згідно з переписом 2010 року, у переписній місцевості мешкало 114 осіб у 52 домогосподарствах у складі 32 родин. Густота населення становила 64 особи/км².  Було 54 помешкання (31/км²).
Расовий склад населення:
| - 100,0 % — білих |

До двох чи більше рас належало 0,0 %. Частка іспаномовних становила 0,9 % від усіх жителів.
За віковим діапазоном населення розподілялося таким чином: 17,5 % — особи молодші 18 років, 68,5 % — особи у віці 18—64 років, 14,0 % — особи у віці 65 років та старші. Медіана віку мешканця становила 47,7 року. На 100 осіб жіночої статі у переписній місцевості припадало 107,3 чоловіків;  на 100 жінок у віці від 18 років та старших — 108,9 чоловіків також старших 18 років.
Середній дохід на одне домашнє господарство  становив 50 404 долари США (медіана — 42 159), а середній дохід на одну сім'ю — 56 191 долар (медіана — 53 281). Медіана доходів становила 40 952 долари для чоловіків та 24 688 доларів для жінок. За межею бідності перебувало 2,2 % осіб, у тому числі 0,0 % дітей у віці до 18 років та 6,5 % осіб у віці 65 років та старших.
Цивільне працевлаштоване населення становило 80 осіб. Основні галузі зайнятості: виробництво — 26,3 %, освіта, охорона здоров'я та соціальна допомога — 21,3 %, мистецтво, розваги та відпочинок — 13,8 %, інформація — 12,5 %.